# Дергунов, Лазарь Васильевич
Лазарь Васильевич Дергунов (7 февраля 1907, с. Новый Убей Буинского уезда Симбирской губернии (ныне Дрожжановского района Республика Татарстан) — 23 декабря 1974, там же) — советский организатор сельскохозяйственного производства, Герой Социалистического Труда (1948).

## Биография
Лазарь Васильевич Дергунов  родился  9 февраля 1907 года в селе Новые Убеи Буинского района Симбирской губернии, ныне Дрожжановского района республики Татарстан. Чуваш.
В 8 лет, поступил  в Новоубеевскую начальную школу, но дальше продолжить обучение не смог. Семье нужны были рабочие, и Лазарь Васильевич стал работать.
Лазарь ещё в подростковом возрасте пахал и сеял на лошадях вместе с отцом. Лазарь Васильевич вступил в колхоз в 1930 году. В колхозе «Наш ответ кулаками» ему доверили быть кладовщиком. Затем он работал заготовителем скота, завхозом и кассиром на Убеевском овощесушильном заводе.
За годы его руководства до 1960 колхоз отличался высокими урожаями сельскохозяйственных культур, были внедрены прогрессивные формы организации труда, укрепилась материально-техническая база животноводства, подсобных производств. Колхоз неоднократно был участником Всесоюзной сельскохозяйственной выставки. За годы войны тружениками колхоза было отправлено на заготовительные пункты до 718 тысяч пудов хлеба, 3300 пудов овощей, 1080 пудов мяса, десятки тысяч литров молока. Более одного миллиона рублей колхозники внесли в фонд обороны, на строительство танков и самолетов.
В 1938 году Лазарь Васильевич Дергунов был избран председателем имени «Чапаева». Он активно взялся за новую работу, проявлял недюжинные организаторские способности.  Колхоз быстро развивался, но… началась Великая Отечественная война.
В 1941 году Лазарь Васильевич Дергунов был призван в Красную Армию. Красноармеец Дергунов Лазарь Васильевич в составе миномётного батальона 66/5 морской бригады участвовал в наступательных действиях против немецко- фашистских и белофинских войск на карельском фронте северо-западном направлении в июле 1942 года был переброшен на юго-западный фронт, где в составе 66/5 морской бригады принимал участие в героической битве за Сталинград. В боях в районе Бикетовки Сталинградской области 8 октября 1942 года был тяжело ранен в левую ногу и выбыл из строя. После излечения в госпитале в начале 1943 года был комиссован. Награжден медалью «За боевые заслуги».
Лазарь Васильевич вернулся домой инвалидом 2-й группы. Вновь возглавил родной колхоз. Колхоз им. Чапаева досрочно сдавал государству хлеб и другую сельскохозяйственную продукцию. За годы войны отправлено на заготовительные пункты до 718 тысяч пудов хлеба, 3300 пудов овощей, 1080 пудов мяса, десятки тысяч литров молока. Более одного миллиона рублей колхозники внесли в фонд обороны, на строительство танков и самолетов.
В первый послевоенный год поголовье скота превысило в колхозе довоенное, посевные площади увеличились на 220 гектаров. В начале 1947 года коллектив колхоза включился в патриотический почин алтайских колхозников, выступивших инициаторами всесоюзного соревнования за высокий урожай. Уже к концу августа они вывезли на заготовительные пункты 12156 пудов отборного зерна.
Указом Президиума Верховного Совета от 6 марта 1948 года Дергунову Лазарю Васильевичу присвоено звание Героя социалистического Труда с вручением ордена Ленина и золотой медали «Серп и молот».
Он  руководил хозяйством до 1967 года. В годы его руководства колхоз отличался высокими урожаями сельскохозяйственных культур, были внедрены прогрессивные формы организации труда, укрепилась материально-техническая база животноводства, подсобное производств. Колхоз неоднократно был участником Всесоюзной сельскохозяйственной выставки. Избирался депутатом Верховного Совета Татарской АССР,депутат XXI съезда КПСС (1959). Всю жизнь прожил в селе Новые Убеи. Скончался 23 декабря 1974 года. Похоронен в Новоубеевском кладбище.

## Награды
- Медаль «Золотая Звезда» (СССР)
- Орден Ленина
- Орден Трудового Красного Знамени
- Орден «Знак Почёта»
- Медаль «За боевые заслуги»
- медали СССР